# Gamba Osaka
Maillots
Actualités
Le Gamba Osaka (ガンバ大阪) est un club japonais de football basé à Suita, dans la préfecture d'Osaka. Le club évolue en J. League 1 pour la saison 2022.
Le nom « Gamba » vient du japonais « gambaru » (頑張る) qui signifie « donner le maximum, ne pas lâcher, tenir bon ».

## Historique
Fondé en 1980 en tant que Matsushita Electric Industrial Co., Ltd., dans la préfecture de Nara, le Gamba rejoint la J. League en 1992 en adoptant son nom actuel.
Lors de la saison 2005 du championnat de Japon, le club remporte son premier titre de champion du Japon. Cette saison, le club possède également le meilleur buteur du championnat. Il s'agit du Brésilien Clemerson, prêté pour la saison, qui inscrit 33 buts en autant de rencontres. Son attaquant a permis à Ōsaka de finir avec la meilleure attaque du championnat. Le club remporte le championnat avec un seul point d'avance au classement sur Urawa Red Diamonds.

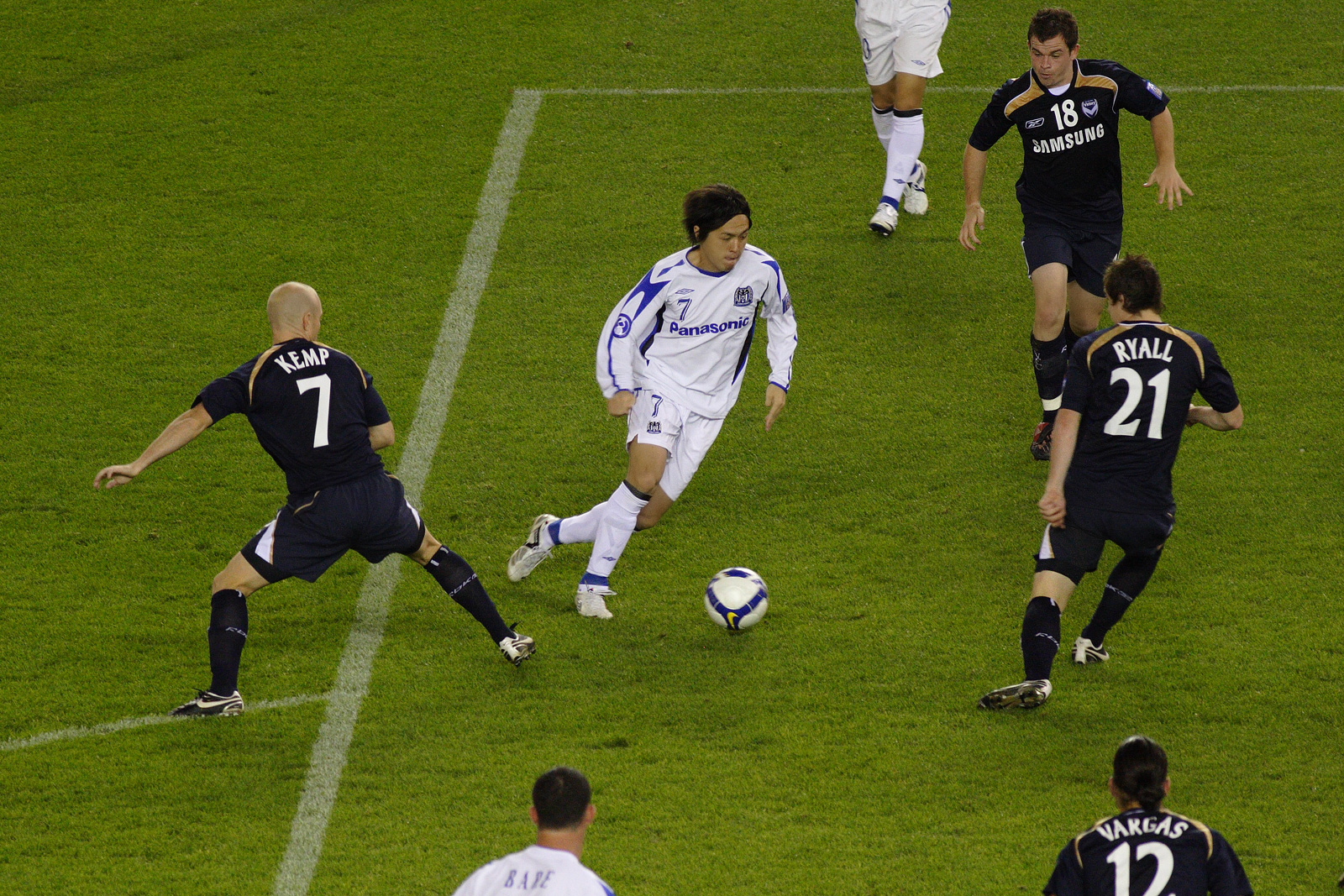
Match entre Gamba Osaka et Melbourne Victory FC lors de la ligue des champions de l'AFC 2008.

En 2008, le club remporte pour la première fois de son histoire la Ligue des champions de l'AFC, l'équivalent asiatique de la Ligue des champions de l'UEFA. Gamba élimine en demi-finale son rival et vainqueur de l'édition précédente (2007), le club des Urawa Red Diamonds, sur un score cumulé de 4-2. En finale, le Gamba Osaka rencontre l'Adélaïde United Football Club. Il remporte les deux matchs. Le premier sur le score de 3-0 et le second sur le score de 2-0.
Il participe donc à la Coupe du monde des clubs de la FIFA 2008, qui a lieu au Japon. Il entre dans la compétition au stade des quarts de finale et y retrouve le club de Adélaïde United FC. Il remporte son match (1-0), atteint les demi-finales de la compétition et affronte le club de Manchester United. Il perd le match sur le score de 5-3. Ensuite, le club remporte le match de classement et finit donc troisième de la compétition.
Lors de la saison 2014 du championnat du Japon, le club crée la surprise en remportant le championnat. En effet, il venait d'être promu de deuxième division. Il remporte le championnat avec un seul point d'avance sur Urawa Red Diamonds (comme en 2005) et trois sur Kashima Antlers. Il s'agit du second titre de champion du Japon de l'histoire du club après celui remporté en 2005. L'année 2014 est faste pour le Gamba Osaka qui remporte également la Coupe de la Ligue et la Coupe de l'Empereur.
Lors de la saison suivante, en 2015, le championnat change de format. Pour le remporter, il faut se qualifier et remporter des playoffs. Gamba finit troisième du championnat et se qualifie pour les playoffs. Il passe l'étape des demi-finales et accède en finale. Il y affronte le Sanfrecce Hiroshima. Il perd le premier match à domicile 3-2 tandis que le match retour se soldera sur le score de 1-1. Le club est donc vice-champion du Japon pour la saison 2015. En coupe, le club atteint la finale de la Coupe de la Ligue, mais il perd la rencontre 3-0 contre Kashima Antlers. Cependant, il remporte le 1er janvier 2016 la Coupe de l'empereur 2015 contre les Urawa Red Diamonds sur le score de 2-1 grâce à un doublé de Patric. En 2020 il termine vice champion derrière Kawasaki Frontale et finaliste de la coupe de l'empereur face à la même équipe.

## Palmarès et statistiques

### Palmarès
| Compétitions nationales | Compétitions internationales |
| - Championnat du Japon (2) - Champion : 2005 et 2014 - Vice-champion : 2010, 2015 et 2020 - Coupe du Japon (5) - Vainqueur : 1990, 2008, 2009, 2014 et 2015 - Finaliste : 2006, 2012, 2020 et 2024 - Coupe de la Ligue (2) - Vainqueur : 2007 et 2014 - Finaliste : 2005, 2015 et 2016 - Supercoupe du Japon (2) - Vainqueur : 2007 et 2015 - Finaliste : 2006, 2009, 2010, 2016 et 2021 - Championnat du Japon de deuxième division (1) - Champion : 2013 | - Ligue des champions (1) - Vainqueur : 2008 - Coupe du monde des clubs de la FIFA (0) - Troisième : 2008 - Coupe Levain (0) - Finaliste : 2008 et 2015 |

### Saisons du Gamba Osaka
| Saison | Championnat | Championnat | Championnat | Championnat | Championnat | Championnat | Championnat | Championnat | Championnat | Championnat | Coupe du Japon   | Coupe de la Ligue | Supercoupe | Coupes d'Asie       | Coupe du Monde |
| Saison | Division    | Pos         | Pts         | J           | V           | N           | D           | BP          | BC          | Diff.       | Coupe du Japon   | Coupe de la Ligue | Supercoupe | Coupes d'Asie       | Coupe du Monde |
| ------ | ----------- | ----------- | ----------- | ----------- | ----------- | ----------- | ----------- | ----------- | ----------- | ----------- | ---------------- | ----------------- | ---------- | ------------------- | -------------- |
| 1993   | J1 League   | 7e          | 16          | 36          | 16          | -           | 20          | 51          | 65          | -14         | 2e tour          | Demi-finale       | -          | -                   | -              |
| 1994   | J1 League   | 10e         | 15          | 44          | 15          | -           | 29          | 66          | 82          | -16         | Demi-finale      | Demi-finale       | -          | -                   | -              |
| 1995   | J1 League   | 14e         | 57          | 52          | 18          | -           | 34          | 87          | 107         | -20         | Demi-finale      | -                 | -          | -                   | -              |
| 1996   | J1 League   | 12e         | 33          | 30          | 11          | -           | 19          | 38          | 59          | -21         | Demi-finale      | Phase de groupes  | -          | -                   | -              |
| 1997   | J1 League   | 4e          | 58          | 32          | 20          | -           | 12          | 66          | 46          | +20         | Quarts de finale | Phase de groupes  | -          | -                   | -              |
| 1998   | J1 League   | 15e         | 30          | 34          | 12          | -           | 22          | 47          | 61          | -14         | 3e tour          | Phase de groupes  | -          | -                   | -              |
| 1999   | J1 League   | 12e         | 32          | 30          | 11          | 1           | 18          | 36          | 46          | -10         | 4e tour          | 2e tour           | -          | -                   | -              |
| 2000   | J1 League   | 6e          | 45          | 30          | 15          | 2           | 13          | 47          | 43          | +4          | Demi-finale      | 2e tour           | -          | -                   | -              |
| 2001   | J1 League   | 7e          | 42          | 30          | 14          | 2           | 14          | 50          | 48          | +2          | Quarts de finale | 2e tour           | -          | -                   | -              |
| 2002   | J1 League   | 3e          | 54          | 30          | 19          | 1           | 10          | 59          | 32          | +27         | 4e tour          | Demi-finale       | -          | -                   | -              |
| 2003   | J1 League   | 10e         | 39          | 30          | 10          | 9           | 11          | 50          | 46          | +4          | 4e tour          | Quarts de finale  | -          | -                   | -              |
| 2004   | J1 League   | 3e          | 51          | 30          | 15          | 6           | 9           | 69          | 48          | +21         | Demi-finale      | Quarts de finale  | -          | -                   | -              |
| 2005   | J1 League   | 1er         | 60          | 34          | 18          | 6           | 10          | 82          | 58          | +24         | Quarts de finale | Finaliste         | -          | -                   | -              |
| 2006   | J1 League   | 3e          | 66          | 34          | 20          | 6           | 8           | 80          | 48          | +32         | Finaliste        | Quarts de finale  | Finaliste  | Phase de groupes    | -              |
| 2007   | J1 League   | 3e          | 67          | 34          | 19          | 10          | 5           | 71          | 37          | +34         | Demi-finale      | Vainqueur         | Vainqueur  | -                   | -              |
| 2008   | J1 League   | 8e          | 50          | 34          | 14          | 8           | 12          | 46          | 49          | -3          | Vainqueur        | Demi-finale       | -          | Vainqueur           | -              |
| 2009   | J1 League   | 3e          | 60          | 34          | 18          | 6           | 10          | 62          | 44          | +18         | Vainqueur        | Quarts de finale  | Finaliste  | Huitièmes de finale | 3e place       |
| 2010   | J1 League   | 2e          | 62          | 34          | 18          | 8           | 8           | 65          | 44          | +21         | Demi-finale      | Quarts de finale  | Finaliste  | Huitièmes de finale | -              |
| 2011   | J1 League   | 3e          | 70          | 34          | 21          | 7           | 6           | 78          | 51          | +27         | 3e tour          | Demi-finale       | -          | Huitièmes de finale | -              |
| 2012   | J1 League   | 17e         | 38          | 34          | 9           | 11          | 14          | 67          | 65          | +2          | Finaliste        | Quarts de finale  | -          | Phase de groupes    | -              |
| 2013   | J2 League   | 1er         | 87          | 42          | 25          | 12          | 5           | 99          | 46          | +53         | 3e tour          | -                 | -          | -                   | -              |
| 2014   | J1 League   | 1er         | 63          | 34          | 19          | 6           | 9           | 59          | 31          | +28         | Vainqueur        | Vainqueur         | -          | -                   | -              |
| 2015   | J1 League   | 3e          | 63          | 34          | 18          | 9           | 7           | 56          | 37          | +19         | Vainqueur        | Finaliste         | Vainqueur  | Demi-finale         | -              |
| 2016   | J1 League   | 4e          | 58          | 34          | 17          | 7           | 10          | 53          | 42          | +11         | Quarts de finale | Finaliste         | Finaliste  | Phase de groupes    | -              |
| 2017   | J1 League   | 10e         | 43          | 34          | 11          | 10          | 13          | 48          | 41          | +7          | 4e tour          | Demi-finale       | -          | Phase de groupes    | -              |
| 2018   | J1 League   | 9e          | 48          | 34          | 14          | 6           | 14          | 41          | 46          | -5          | 2e tour          | Quarts de finale  | -          | -                   | -              |
| 2019   | J1 League   | 7e          | 47          | 34          | 12          | 11          | 11          | 54          | 48          | +6          | 3e tour          | Demi-finale       | -          | -                   | -              |
| 2020   | J1 League   | 2e          | 65          | 34          | 20          | 5           | 9           | 46          | 42          | +4          | Finaliste        | Phase de groupes  | -          | -                   | -              |
| 2021   | J1 League   | 13e         | 44          | 38          | 12          | 8           | 18          | 33          | 49          | -16         | Quarts de finale | Quarts de finale  | Finaliste  | Phase de groupes    | -              |
| 2022   | J1 League   | 15e         | 37          | 34          | 9           | 10          | 15          | 33          | 44          | -11         | 4e tour          | Phase de groupes  | -          | -                   | -              |
| 2023   | J1 League   | 16e         | 34          | 34          | 9           | 7           | 18          | 38          | 61          | -23         | 2e tour          | Quarts de finale  | -          | -                   | -              |
| 2024   | J1 League   | 4e          | 66          | 38          | 18          | 12          | 8           | 49          | 35          | +14         | Finaliste        | 1er tour          | -          | -                   | -              |
| Saison | Division    | Pos         | Pts         | J           | V           | N           | D           | BP          | BC          | Diff.       | Coupe du Japon   | Coupe de la Ligue | Supercoupe | Coupes d'Asie       | Coupe du Monde |
| Saison | Championnat |             |             |             |             |             |             |             |             |             | Coupe du Japon   | Coupe de la Ligue | Supercoupe | Coupes d'Asie       | Coupe du Monde |

### Records
- Plus d'apparitions :

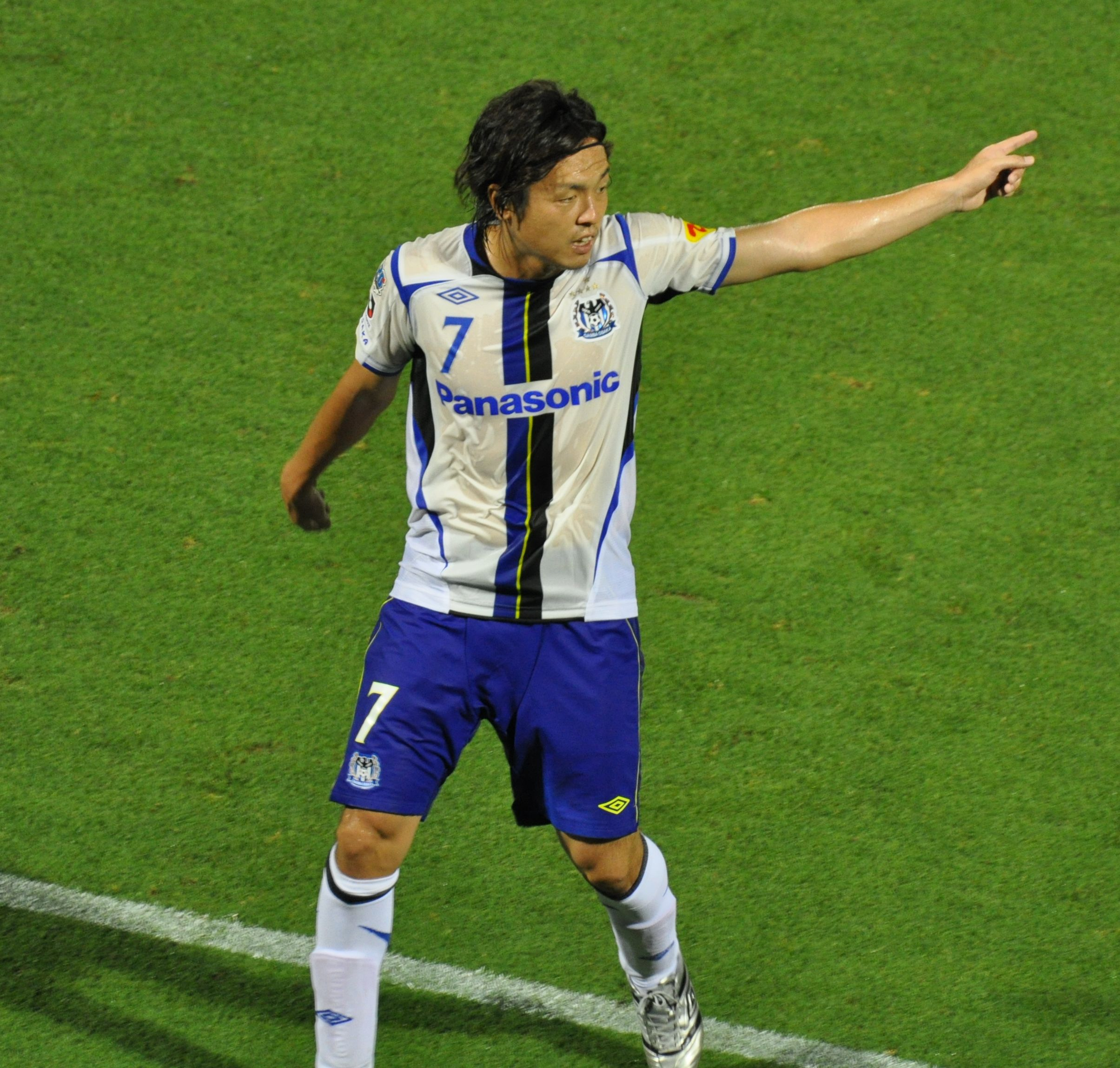
Le Japonais Yasuhito Endō est le meilleur buteur de l'histoire du club.

  - Japonais : Yasuhito Endō (2001- en cours) avec 470 matchs en championnat.
  - Étranger :  Sidiclei de Souza (2004-2007) avec 122 matchs en championnat.

- Meilleur buteur du club :
  - Japonais : Yasuhito Endō (2001- en cours) avec 100 buts en championnat.
  - Étranger :  Magrão (2002-2004) avec 42 buts en championnat.

- Meilleur buteur sur une saison :
  - Japonais : Masashi Oguro en 2004 avec 20 buts en championnat.
  - Étranger :  Clemerson en 2005 avec 33 buts en championnat.

## Joueurs et personnalités du club

### Entraîneurs
Le tableau suivant présente la liste des entraîneurs du club depuis 1981
| Rang | Nom                 | Période   |
| ---- | ------------------- | --------- |
| 1    | Yoji Mizuguchi (ja) | 1980-1991 |
| 2    | Kunishige Kamamoto  | 1991-1994 |
| 3    | Sigfried Held       | 1995      |
| 4    | Josip Kuže          | 1995-1997 |

| Rang | Nom                | Période   |
| ---- | ------------------ | --------- |
| 5    | Friedrich Koncilia | 1997-1998 |
| 6    | Frédéric Antonetti | 1998-1999 |
| 7    | Hiroshi Hayano     | 1999-2001 |
| 8    | Kazuhiko Takemoto  | 2001      |

| Rang | Nom                | Période             |
| ---- | ------------------ | ------------------- |
| 9    | Akira Nishino      | 2002-2012           |
| 10   | José Carlos Serrão | 2012                |
| 11   | Masanobu Matsunami | 2012                |
| 12   | Kenta Hasegawa     | jan. 2013-déc. 2017 |

| Rang | Nom                 | Période              |
| ---- | ------------------- | -------------------- |
| 13   | Levir Culpi         | jan. 2018-juil. 2018 |
| 14   | Tsuneyasu Miyamoto  | juil. 2018-mai 2021  |
| 15   | Masanobu Matsunami  | mai 2021-2022        |
| 16   | Tomohiro Katanosaka | 2022-                |

### Joueurs emblématiques
- Yasuhito Endo
- Junichi Inamoto
- Akira Kaji
- Tsuneyasu Miyamoto
- Akihiro Nagashima
- Masashi Oguro
- Anto Drobnjak
- Amir Karic
- Oleg Protasov
- Piotr Swierczewski
- Patrick Mboma

## Stades
- Stade de l'Expo '70 d'Osaka (1980-2015) : 21 000 places
- Panasonic Stadium Suita (2016-) : 39 694 places

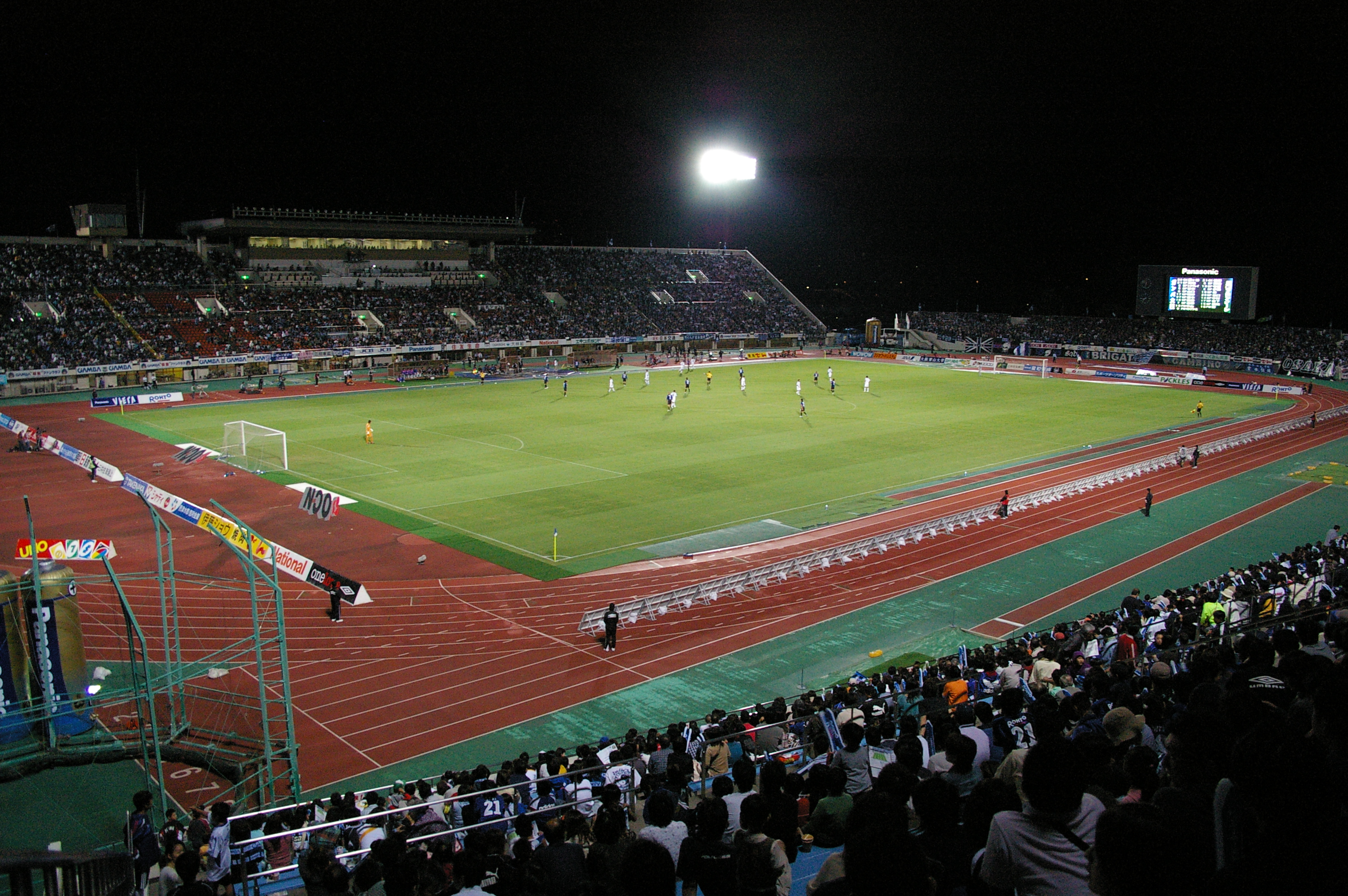
Ancien stade
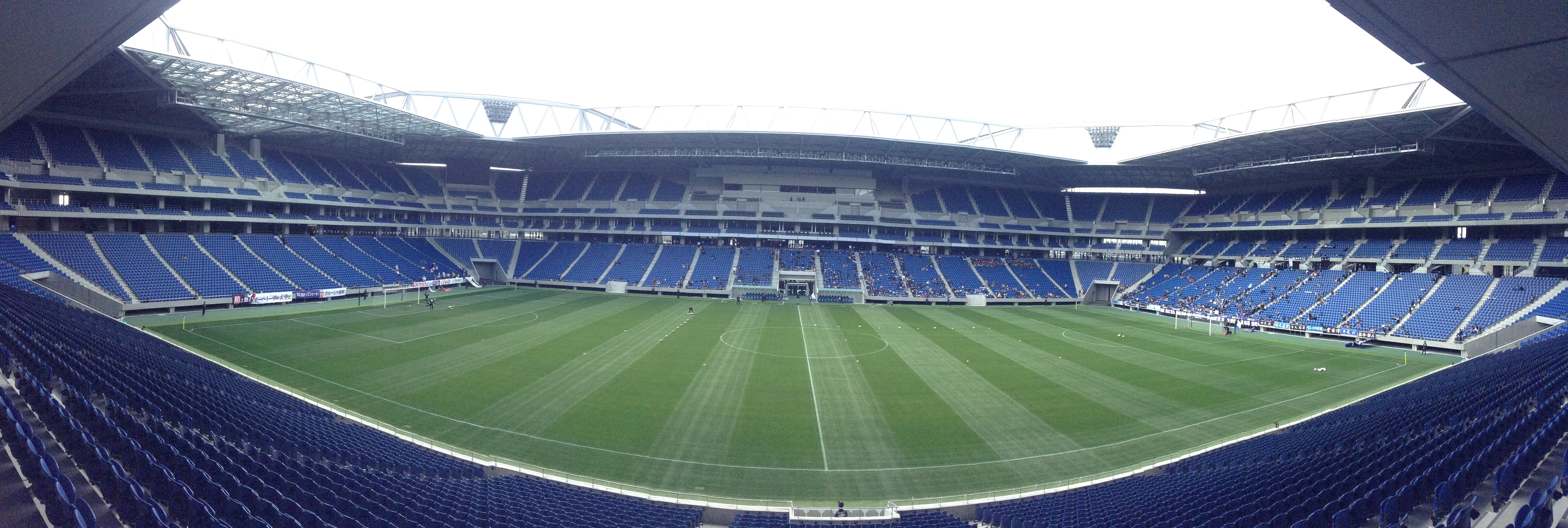
Nouveau stade